# Conopophage à oreilles blanches
Conopophaga aurita
Espèce
Statut de conservation UICN

 LC  : Préoccupation mineure
Le Conopophage à oreilles blanches (Conopophaga aurita) est une espèce d’oiseaux de la famille des Conopophagidae.

## Répartition
Cette espèce vit en Amérique du Sud au Brésil, en Colombie, en Équateur, en Guyane française, au Guyana, au Pérou et au Surinam.